# Amalienborg
Dánský královský palác Amalienborg (dánsky Amalienslot) je hlavní sídlo dánských králů, aktuálně Frederika X. a jeho rodiny. Palácový komplex se nachází v dánském hlavním městě Kodani a je využíván především jako zimní rezidence královské rodiny. Jeho čtyři paláce jsou pojmenovány Christian VII., Christian VIII., Frederik VIII. a Christian IX.

## Historie

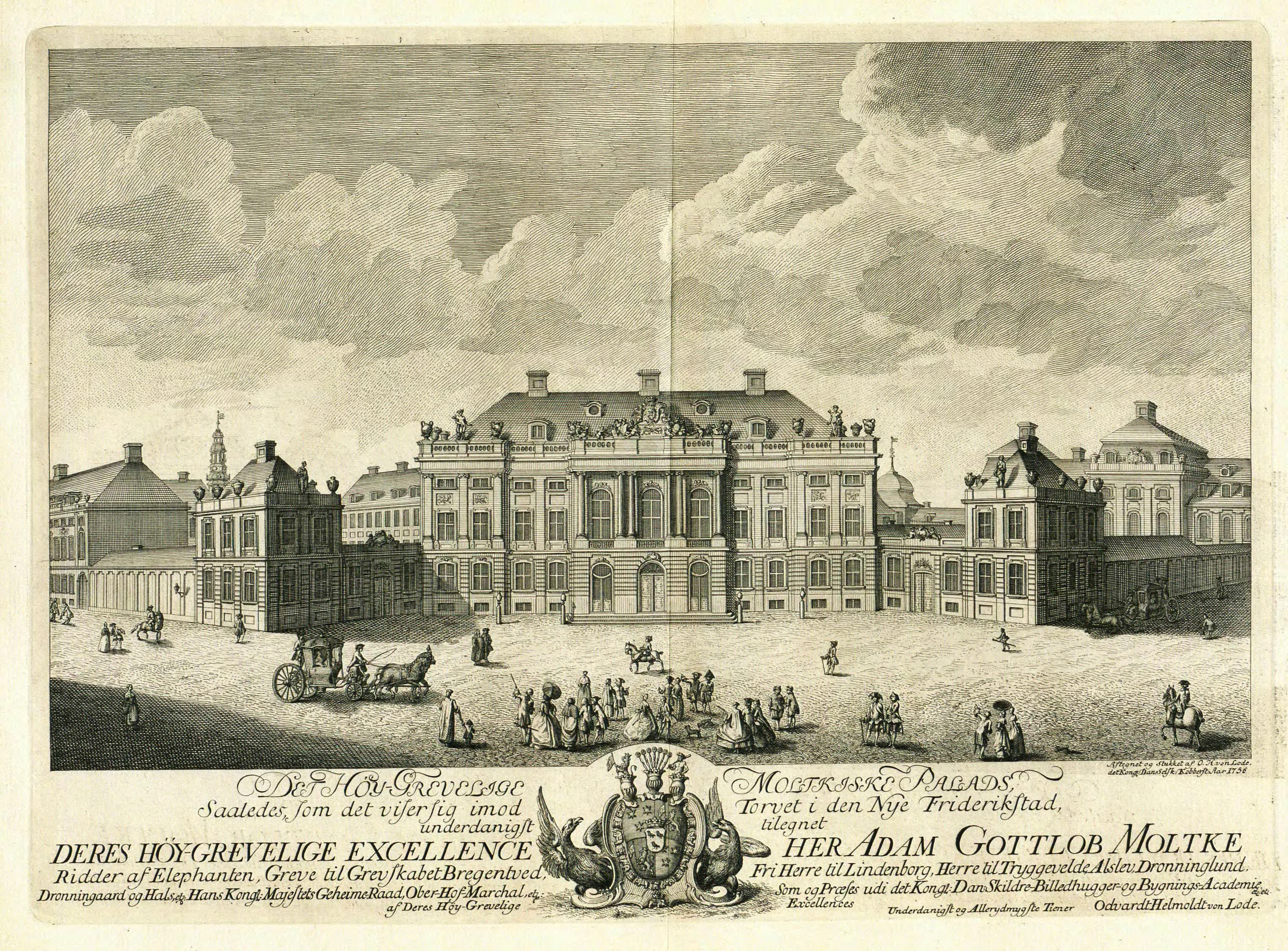
Historický obraz Amalienborgu z roku 1756, tehdy sídlo nejvyššího dvorního maršála Adama Gottloba von Moltke

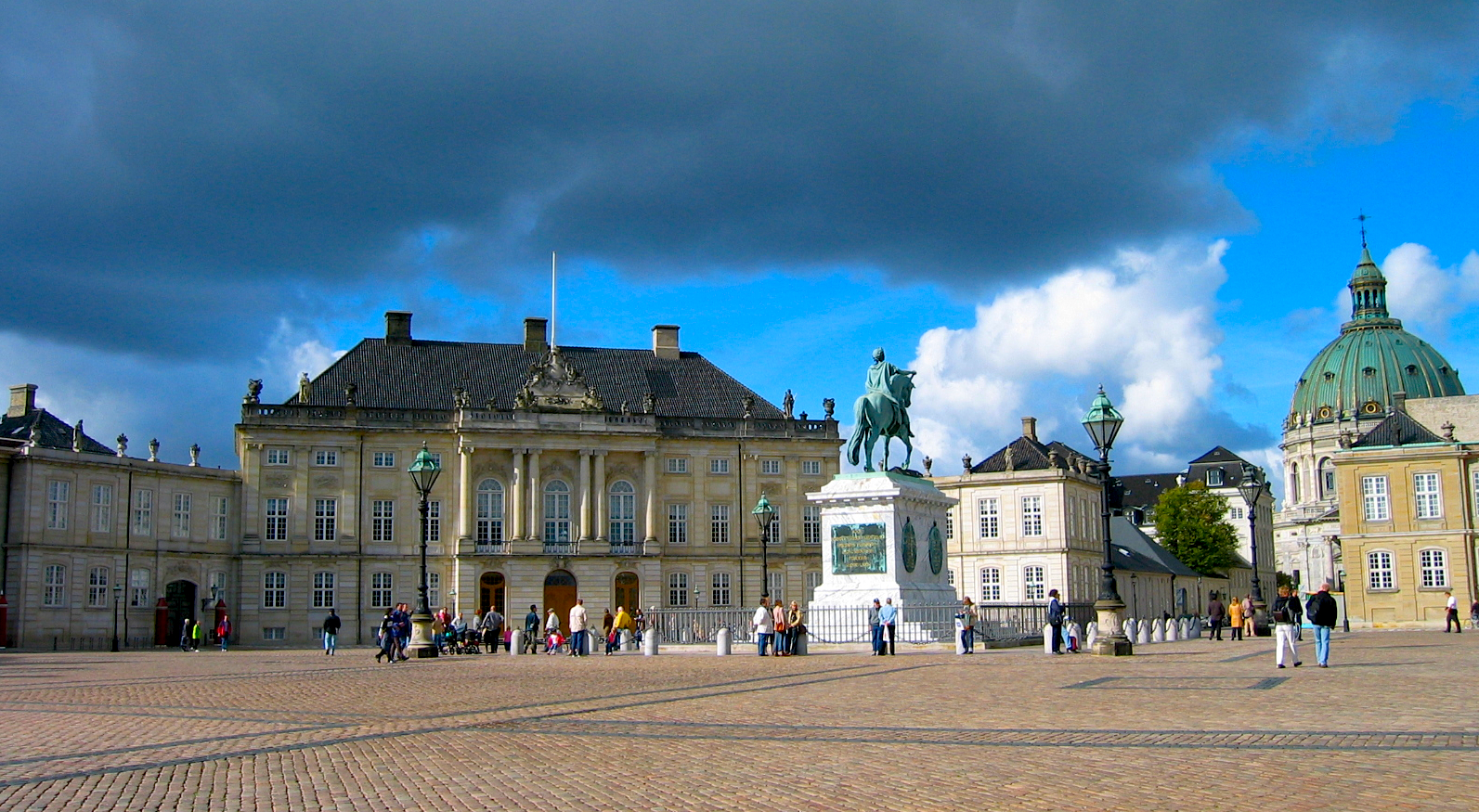
Náměstí u Amalienborgu

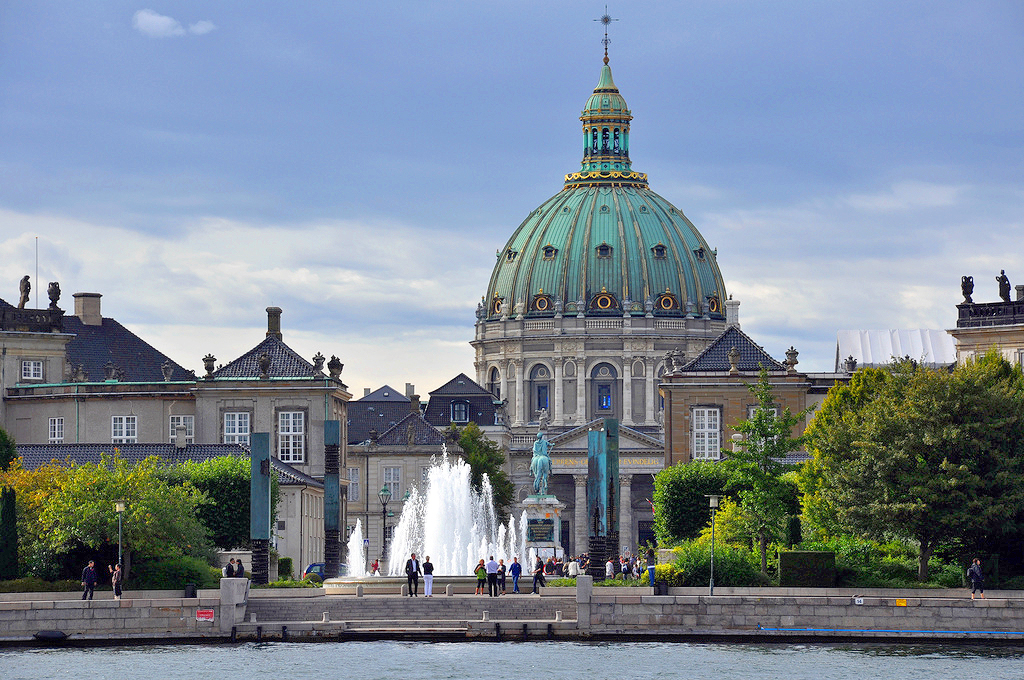
Pohled na Amalienborg od budovy opery, v pozadí báně Kristiánovy kaple

Amalienborg je považován za největší palácový komplex staveb v rokokovém slohu v Dánsku. Sestává ze čtyř budov, realizovaných architektem Nikolaiem Eigtvedem v letech 1759-1768 jako sídla různých dánských šlechtických rodin. Královskou rezidencí se staly poté, co požár zničil původní královské sídlo v Kodani.
Na místě dnešní rezidence se původně nacházel zábavní zámeček postavený v letech 1669-1673 Frederikem III. a jeho manželkou Žofií Amálií. Král zemřel v roce 1670 a nedožil se dokončení stavby, Žofie Amálie (po jejímž druhém jméně byl zámek nazván) zde pak žila až do své smrti v roce 1685.
19. dubna 1689 vznikl požár v sousední budově divadla a zachvátil i objekt zámku; ten byl zcela zničen. Při požáru přeplněného divadla zahynulo 171 lidí, především dětí; mezi oběťmi byl i skladatel a varhaník Johann Lorenz. Stavební proluka, nacházející se uvnitř městských hradeb, zůstala řadu let nevyužito, až počátkem 18. století zde Frederik IV. nechal postavit malý pavilon s francouzskou zahradou.
U příležitosti 300. výročí nastoupení oldenburské dynastie na trůn (v roce 1448 byl korunován král Kristián I.) pojal král Frederik V. plán vybudovat v dosud středověké Kodani novou, barokní městskou čtvrt podle francouzského vzoru. Těžištěm tohoto Frederikova města v prostoru dřívějšího Amalienborgu měl být paláci šlechty obklopený osmiúhelníkový prostor s osou pohledu na centrální kostel sv. Frederika. Vedením projektu byl pověřen v roce 1749 dvorní stavitel Nicolai Eigtved
Aby král novou městskou část naplnil životem, nabídl stavební místa různým šlechtickým rodinám, jež pak byly na 40 let osvobozeny od daní. Stavební práce začaly v roce 1750; jako první byl v roce 1754 dokončen palác Moltke pro Adama Gottloba Moltka, v roce 1757 ho následoval palác holštýnské hraběnky Schack, v roce 1760 byly dokončeny domy barona Brockdorffa a hrabat Levetzau. Tyto čtyři paláce byly, jak bylo tehdy obvyklé, obydleny jen občas, neboť šlechtické rodiny měly velké rezidence i na venkově.
V roce 1794 byl kodaňský městský zámek Christiansborg zničen požárem a král Kristián VII. zůstal "bez střechy nad hlavou". Rodina Moltke dala svůj palác na Amalienborském náměstí králi k užívání, neboť měla velká sídla jinde a palác ve městě příliš nevyužívala. Král postupně získal i ostatní paláce a vybudoval zde svou rezidenci. Novostavba zámku Christianborg byla potom využívána k reprezentativním účelům a posléze i jako sídlo dánského parlamentu a nejvyššího soudního dvora.

## Paláce

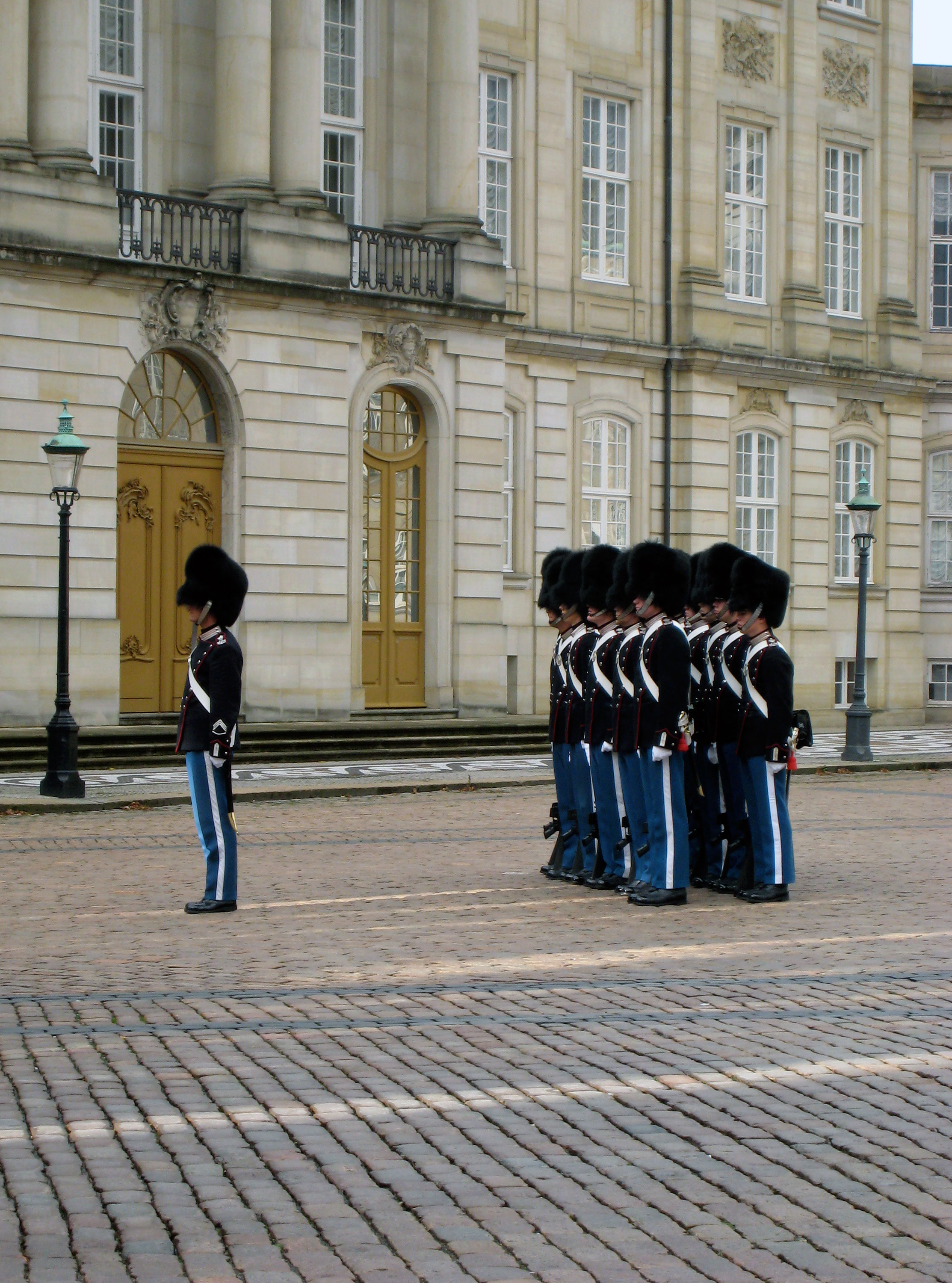
Královská garda

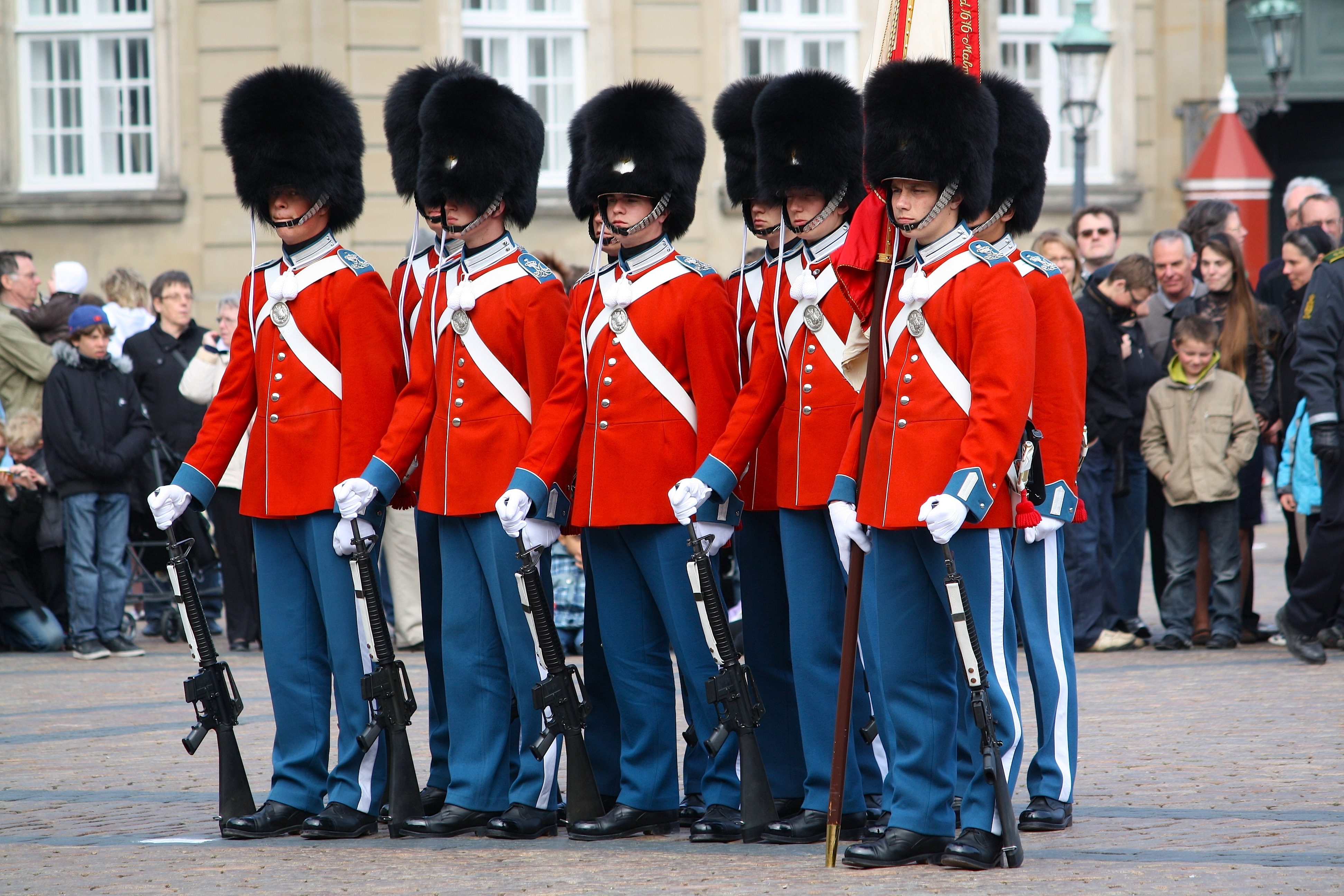
Královská garda v červeném

Čtyři paláce Amalienborgu byly pojmenovány Christian VII., Christian VIII., Frederik VIII. a Christian IX.:
- Palác Kristiána VII. (původně palác rodiny Moltke - Moltkes Palæ) - jihozápadní budova, užívaná pro oficiální návštěvy. Vystavěna hrabětem Adamem Moltkem podle projektu N. Eigtveda v letech 1750-1754, v roce 1794 zakoupena Kristiánem VII., po jeho smrti v roce 1808 užívána k reprezentativním účelům.
- Palác Kristiána VIII. (původně palác rodiny Levetzau - Levetzaus Palæ) - severozápadní budova. Vybudována hrabětem Kristiánem Frederikem Levetzauem v letech 1750-1760 a v roce 1794 zakoupena dánskou královskou rodinou. V letech 1805-1881 zde sídlili král Kristián X. a královna Alexandrina. V letech 1885-1898 zde sídlilo dánské ministerstvo zahraničních věcí. V současnosti je v přízemí budovy Palácové muzeum (Amalienborgmuseet). Do roku 2024 sídlo prince Christiana.
- Palác Frederika VIII. (původně palác barona Brockdorff - Brockdorffs Palæ) - severovýchodní budova. Postavena baronem Joachimem Brockdorffem v letech 1750-1760, v roce 1765 zakoupena Frederikem V. V letech 1768-1788 zde sídlila Akademie kadetů pozemních vojsk a v letech 1788-1827 Akademie kadetů vojenského námořnictva. Od roku 1828 sídlil v paláci Frederik VII. a později Frederik VIII. a královna Ingrid; ta po smrti manžela obývala palác až do své smrti v roce 2000. Poté byla budova rekonstruována, aby se stala sídlem korunního prince Frederika. Od roku 2024 je sídlem bývalé korunního prince Christiana.
- Palác Kristiána IX. (původně palác hraběnky Schack - Schacks Palæ) - jihovýchodní budova. Její stavbu začal v roce 1750 baron Severin Løvenskiold, ale pro finanční potíže od započatého díla ustoupil a stavbu dokončila hraběnka Anna Žofie Schack; po ní budovu zdědil její vnuk Hans Schack. Roku 1794 přešel palác do majetku dánských králů a své sídlo zde měl následník dánského trůnu, pozdější král Frederik VI. Od roku 1885 do své smrti v roce 1906 zde sídlil Kristián IX. Palác je spojen kolonádou probíhající nad ulicí Amaliegade. Od roku 2024 je palác sídlem současného dánského panovníka Frederika X.

## Muzeum
V Amalienborgu, v přízemí paláce Kristiána VIII., se nachází muzeum, otevřené v roce 1994. Navazuje na interiéry v Rosenborg Slot, k prohlídce jsou dobové malby a fotografie a vkusně naaranžovaný stylový nábytek. V soukromých pokojích králů a královen se nacházejí více než 150 let staré historické předměty, mj. tradiční oblečení i s doplňky.

## Hlídka
Toto královské sídlo střeží ve dne v noci Královská garda. Vojáci v černo-modrých a červeno-modrých uniformách nosí vysoké tmavé medvědice na hlavě. Každé poledne dochází ke slavnostnímu střídání stráží, doprovázeném hudbou. Je-li doma král, pochod gardy se neobejde bez praporů a královské standardy.

## Poloha a význam paláce
Amalienborg je považován za nejkrásnější královský palác nejen v Dánsku, ale i v celé Severní Evropě. Leží v historickém centru Kodaně, naproti dánské metropolitní opeře. Jakožto historické sídlo královské rodiny je hojně navštěvován turisty, ale i místními obyvateli. Vstupné pro dospělého je 50 dánských korun, pro děti je vstup zdarma; běžně jsou však pro veřejnost otevřeny pouze dvě budovy palácového komplexu - paláce Kristián VII. a Kristián VIII.

## Socha na nádvoří

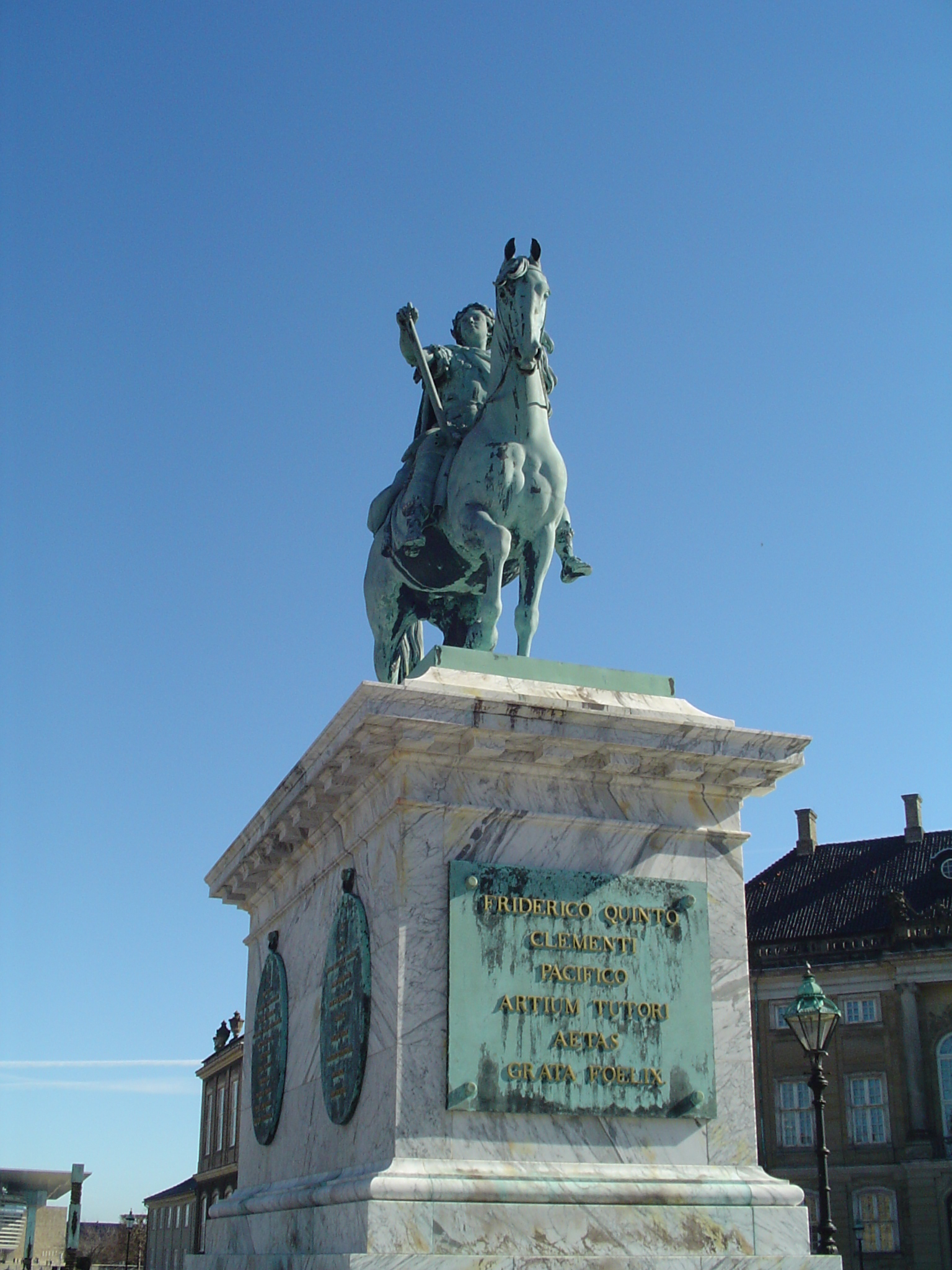
Socha Frederika V. na koni

Místo mezi paláci Amalienborgu tvoří osmistranné náměstí s jezdeckou sochou krále Frederika V. uprostřed. Francouzský sochař Jacques-François-Joseph Saly byl pověřen jejím vytvořením v roce 1753, dokončena a konečně odhalena byla v roce 1771, král však zemřel v roce 1766 v 43 letech života a po 20 letech panování - 5 let před slavnostním odhalením sochy.